# Escudo de la Universidad Yale
El escudo de la Universidad Yale es el emblema principal de la Universidad Yale, que figura además (con algunos añadidos) en el sello oficial de la Universidad.

## Descripción
El blasón del escudo, con su fondo de color azul Yale (un azure relacionado con dicha institución), consta de un solo elemento que ocupa la mayor parte del espacio. Se trata de un grueso libro abierto por la mitad, en el que constan las palabras hebreas אורים ותומים (Urim y Tumim).
Por debajo del blasón, en la banda de pergamino, aparece la inscripción latina LUX ET VERITAS, cuyo significado es «Luz y verdad», siendo el lema de la Universidad de Yale.

## Historia
El primer sello de la Universidad de Yale que llevaba un escudo similar aparece en el diploma de Máster de 1746 de Ezra Stiles, teólogo, académico y escritor adherido a la Iglesia congregacional, quien sería el séptimo rector de la universidad y uno de los fundadores de la Universidad Brown. En dicho sello, carente de color de fondo, las palabras LUX ET VERITAS rodeaban dos libros que lucían las palabras hebreas אורים ותומים.
Como muchos cristianos de la época colonial de Nueva Inglaterra, Stiles era aficionado al hebreo, y como tal, ya como rector, introdujo en 1777 la lengua hebrea como obligatoria en la Universidad de Yale, una asignatura que en esa época ya era obligatoria en la Universidad de Harvard. Siendo profesor de lenguas y culturas semíticas, también impulsó el estudio del arameo y del árabe. Sin embargo, las dificultades de muchos estudiantes en dominar la lengua hebrea llevaron a Stiles a eliminar la obligación de su estudio trece años después, ofreciéndolo como asignatura electiva. No obstante, los discursos de graduación (Valedictorians) se seguían dando en hebreo.
Debido a estos hechos, hay quienes pensaban que la introducción del término Urim y Tumim en letra hebrea en el escudo de Yale había sido cosa de Stiles. Pero lo cierto es que la primera vez que aparece, Stiles acababa de graduarse de la carrera de posgrado, aún lejos de tener la influencia necesaria para modificar el sello oficial de la institución.
El uso del término Urim y Tumim se debe a la interpretación común dada por académicos y estudiosos de la época, creyendo que se trataba de una traducción antigua de las palabras «luz y verdad», las mismas que aparecen en latín. La fecha de la inclusión del latín es objeto de controversia, con algunos opinando que se hizo al tiempo que Harvard introdujo en su propio sello la inscripción In Christi Gloriam (por la gloria de Cristo) —y en el mismo formato— y otros rechazando esta teoría. Sin embargo, se suele aceptar que la inclusión del término hebreo en la imagen del libro (el cual guarda el mismo diseño que los tres libros de Harvard) se hizo en 1736, más de un siglo antes de que la Universidad de Harvard incorporara el famoso Veritas (latín para «verdad») a su escudo.